# Isotipendile
L'isotipendile è un farmaco, usato come isotipendile cloridrato. Il nome chimico è 10-(2-dimetilamino-2-metiletil)-10H-pirido[3,2-b][1,4]benzotiazina cloridrato; 10-(2-dimetilaminopropil)-9-tia-1,10-diazaantracene cloridrato; 10-(2-dimetilaminopropil)-1-azafenotiazina cloridrato; N-dimetilaminoisopropiltiofenilpiridilamina cloridrato; Si tratta di un derivato azafenotiazinico che presenta le stesse azioni ed usi degli antagonisti dei recettori H1 dell'istamina. Il farmaco possiede anche attività antiserotoninica e antibradichininica.

## Proprietà chimiche
Si presenta come una polvere cristallina sottile, bianca, quasi completamente inodore. Il composto risulta molto solubile in acqua (1:5) ed in cloroformio (1:10), moderatamente solubile in alcool (1:60) e praticamente insolubile in etere.
La sostanza, in soluzione acquosa acida, assorbe nell'ultravioletto (UV) alla lunghezza d'onda di 245 nm e, in soluzione acquosa alcalina, alla lunghezza d'onda di 250 nm. Lo spettro infrarosso (IR), registrato in KBr, mostra assorbimenti identici a quelli di uno standard di riferimento (1017, 1030, 1070, 987, 1090, 1080 cm1). Lo spettro di massa presenta frammenti principali a 72, 73, 214, 200, 44, 285, 86, 56 m/z.

## Tossicologia
Nel topo i valori della DL50 sono pari a 222 mg/kg peso corporeo, a seguito di somministrazione orale e di 62 mg/kg, dopo somministrazione intraperitoneale.

## Usi clinici
L'isotipendile è indicato nel trattamento sintomatico delle manifestazioni allergiche: orticaria, rinite, congiuntivite, edema di Quincke. La molecola trova impiego anche come coadiuvante sintomatico nelle affezioni dermatologiche pruriginose: eritema solare, ustioni, punture di insetti, eczemi e dermatiti allergiche.

## Dosi terapeutiche
Nei soggetti adulti il farmaco può essere somministrato per via orale in dosi di 4–8 mg 3-4 volte al giorno. Nel bambino si somministrano 4 mg 1-3 volte al giorno.
L'isotipendile cloridrato viene utilizzato anche per via topica come gel (0,75%) da applicare più volte al giorno.

## Effetti collaterali e indesiderati
Il farmaco può causare, come tutti gli antistaminici fenotiazinici, sedazione, xerostomia, iperviscosità delle secrezioni bronchiali, problemi di accomodazione, stipsi, ritenzione urinaria, ipotensione, depressione e confusione mentale (soprattutto nei soggetti anziani). La somministrazione topica del farmaco può causare fenomeni di sensibilizzazione cutanea (fotoallergie da contatto).

## Controindicazioni
Il farmaco è controindicato nei soggetti con ipersensibilità nota al principio attivo, a molecole chimicamente correlate, oppure ad uno qualsiasi degli eccipienti della formulazione farmaceutica.
Poiché può provocare ritenzione urinaria, l'isotipendile è controindicato nei pazienti affetti da glaucoma ad angolo acuto o da disturbi uretro-prostatici. 
Durante il trattamento si deve porre particolare attenzione nelle attività che richiedono concentrazione e prontezza di riflessi, poiché il farmaco può causare sonnolenza.

## Sovradosaggio
In caso di sovradosaggio, volontario o accidentale, il trattamento è puramente sintomatico. Debbono essere somministrati liquidi per via endovenosa al fine di favorire la diuresi e si assicura una corretta fase respiratoria. Può essere necessaria anche la somministrazione di sostanze ad azione anticonvulsivante.

## Interazioni
Come tutti gli antistaminici, l'isotipendile può potenziare l'effetto sedativo e deprimente del sistema nervoso centrale (SNC) di alcool, barbiturici, analgesici, narcotici, sedativi e tranquillanti, e gli effetti atropinici dei neurolettici, antiparkinson, antispastici atropinici, anticolinergici, disopiramide, antidepressivi triciclici.

## Gravidanza e allattamento
La somministrazione del farmaco è sconsigliata durante i primi tre mesi di gravidanza per evitare il rischio di possibili malformazioni cardiovascolari nel nascituro. Data l'assenza di informazioni sulla farmacocinetica del farmaco la sua somministrazione nelle donne che allattano al seno non è consigliata.

## Avvertenze
L'isotipendile cloridrato deve essere conservato al riparo dalla luce. Le soluzioni acquose sono sensibili al calore ed alla luce e risultano stabili ad un pH di 4,5-5.